# أفتابة (كوثر)
أفتابة هي قرية في مقاطعة كوثر، إيران. عدد سكان هذه القرية هو 143 في سنة 2006.